# Chris Johns
Chris Johns (* 15. April 1951 in Medford, USA) ist ein US-amerikanischer Fotograf und Herausgeber.

## Leben
Johns studierte Landwirtschaft an der Oregon State University. Er schloss anschließend mit einem Bachelorexamen in der Fachrichtung Technischer Journalismus an der University of Minnesota ab. Er begann seine Fotografenlaufbahn 1975 bei der Tageszeitung Topeka Capital-Journal und wechselte 1980 als Fotograf zur Tageszeitung Seattle Times, bevor er 1983 als freier Fotograf für Zeitschriften wie Life, Time Magazine und das National Geographic Magazine arbeitete. 1985 ging er als Vertragsfotograf zum National Geographic Magazine und wurde dort 1995 fest angestellt. Seit 2005 ist er Chefherausgeber der Zeitschrift.
Johns hat bisher mehr als 20 Artikel im National Geographic Magazine veröffentlicht, davon acht Titelgeschichten. Er ist Autor von drei Büchern. 
Johns lebt mit seiner Ehefrau und drei Kindern in den Blue Ridge Mountains im Westen von Virginia.

## Veröffentlichungen
- Valley of Life: Africa’s Great Rift, 1991; mit einem Vorwort von Nelson Mandela.
  - Ostafrika: Photographische Impressionen aus dem Rift Valley. Umschau Verlag, Frankfurt am Main 1992, ISBN 3-524-67041-5.
- Hawaii’s Hidden Treasures, Text von Cynthia Russ Ramsey. National Geographic, Washington, D. C., USA 1993, ISBN 0-870449095.
- Wild at Heart: Man and Beast in Southern Africa, 2002.
- mit Elizabeth Carney: Face to Face with Cheetahs. National Geographic, Washington, D.C., USA 2008, ISBN 978-1-426303234.

## Ehrungen und Auszeichnungen
- 1979: Zeitungsfotograf des Jahres der National Press Photographers Association
- 2009: Ehrendoktor der Indiana University in Bloomington (Indiana)